# Station Alexandra Palace
Alexandra Palace is een station van National Rail in Wood Green (Haringey borough) in Noord-Londen, Engeland. Het station is eigendom van Network Rail en wordt beheerd door Govia Thameslink Railway. Het ligt aan de East Coast Main Line tussen Londen en Edinburgh.